# Vladimir Semionov (diplomate)
Pour les articles homonymes, voir Semionov.
Vladimir Semionovitch Semionov (en russe : Владимир Семёнович Семёнов), né le 16 février 1911 à Kirsanov ouïezd, (Empire russe) et mort le 18 décembre 1992 à Cologne (Allemagne), est un diplomate soviétique célèbre pour son administration militaire en Allemagne de l'Est pendant l'occupation soviétique après la Seconde Guerre mondiale. Il a joué un rôle déterminant dans la création de la RDA et a été le premier ambassadeur soviétique en Allemagne de l'Est,.

## Biographie

### Carrière de diplomate
- 1939 - employé au ministère des Affaires étrangères (MID)[2]
- 1939–1940 - conseiller de la représentation plénipotentiaire soviétique en Lituanie[2]
- 1940-1941 - conseiller de l'ambassade soviétique en Allemagne nazie[2]
- 1941–1942 - exécutif du troisième département européen du MID[2]
- 1942–1945 - conseiller de la mission soviétique en Suède[2]
- 1945-1946 - député du conseiller politique de l'administration militaire soviétique en Allemagne[2]
- 1946–1949 - Conseiller politique de l'administration militaire soviétique en Allemagne[2]
- 1949-1953 - Conseiller politique du Comité de contrôle soviétique en Allemagne
- 1953 - Cadre supérieur, chef adjoint, chef du troisième département européen du ministère des Affaires étrangères, membre du conseil ministériel du MID[2].
- 1953–1954 - Commissaire en chef de l'URSS en Allemagne et ambassadeur en RDA[1]
- 1954–1955 - Exécutif du troisième département européen du ministère des Affaires étrangères
- 1955-1978 - Vice-ministre des Affaires étrangères[1],[2]
- 1968-1978 - Chef de la délégation soviétique aux négociations soviéto-américaines sur la réduction des armes stratégiques à Helsinki, Vienne, Genève. Préparation des traités SALT-1 de 1973 et SALT-2 de 1978 à signer par les secrétaires généraux Leonid Brejnev et les présidents Gerald Ford et Jimmy Carter.
- 1978-1986 - Ambassadeur de l'URSS en Allemagne de l'Ouest
- 1986-1991 - Ambassadeur itinérant du Ministère des affaires étrangères, conseiller du Ministre des affaires étrangères